# Arca (theatergroep)
Arca is een Gents theatergezelschap dat in 1955 ontstond uit het kamergezelschap Toneelstudio '50. Toneelstudio '50 werd in 1950 opgericht door Dré Poppe, Walter Eysselinck en enkele andere docenten en studenten van de Gentse Koninklijke Toneelschool. De eerste voorstelling volgde op 14 november 1951. Vanaf 18 november 1955 gingen de voorstellingen door in de kelder onder café Arca aan de Hoogpoort in Gent en nam het keldertheater de naam van het café over. In die kelder werd een zaaltje voor zo'n 100 toeschouwers ingericht. Poppe zette zijn stempel de eerste jaren op het gezelschap als directeur, regisseur en - in een beperkt aantal producties - acteur. Andere regisseurs waren onder meer Frans Roggen en Walter Eysselinck. Tot de acteursgroep behoorden Roger Lammen, Roger De Wilde, Diane de Ghouy, Rudi Van Vlaenderen, Jenny Tanghe, Luce Premer, Rolle Denert, Jaak Vermeulen en Daniël De Cock. In 1965 maakte Poppe de overstap naar NT Gent waar hij artistiek directeur werd. Frans Roggen, Jan D’Haese en Jaak Vermeulen namen de leiding bij arcateater. Ze werden op hun beurt opgevolgd door Jean-Pierre De Decker en Jo Decaluwe. Een gekende productie uit die tijd was Sursum Corda. Teksten voor stukken werden geleverd door onder meer Dr. Andus P. Maar ook Keith Cannel Keats trad in Arca op, met Griet De Bock, Keats Cannel, Jean Blaute en Chris De Braeckeleer als leden. In de acteursgroep doken ook Gilda De Bal, Bert Van Tichelen, Greta Van Langendonck, Eddy Vereycken, Julien Schoenaerts,  Arne Sierens, Geert Willems, Marc Van Eeghem en nog later Jan Steen, Elke Dom, Katrien Vandendries en Lotte Pinoy op.
Arca verhuisde van café Arca naar een zaal aan de achterzijde van het Gravensteen aan de Sint-Widostraat, van het Gravensteen gescheiden door de Lieve. Ook breidde het gezelschap uit met Tinnenpot, een zalencomplex in het Gentse Prinsenhof. In 2001 fusioneerde Arca met NTG tot het Publiekstheater. Tinnenpot ging zelfstandig verder met Jo Decaluwe als zakelijk en artistiek leider.